# Welsh Premier League 2011-2012
La Welsh Premier League 2011-2012 è stata la 20ª edizione della massima serie del campionato di calcio gallese. La stagione è iniziata il 12 agosto 2011 ed è terminata il 19 maggio 2012. The New Saints hanno vinto il titolo per la sesta volta.

## Novità
L'Haverfordwest County, ultimo classificato nella stagione 2010-2011, era stato retrocesso in Welsh Football League Division One. Al suo posto era stato promosso l'Afan Lido, piazzatosi al secondo posto in Division One.

Il Bala Town, classificatosi al penultimo posto e in origine retrocesso, era stato ripescato, dopo che ai Connah's Quay Nomads, vincitori della Cymru Alliance, era stata negata la licenza per la Premier League.

## Regolamento
Le 12 squadre si sono affrontate in un girone di andata e ritorno, per un totale di 22 giornate. Al termine, le squadre sono state divise in due gruppi di sei, in base alla classifica. Ogni squadra ha incontrato le altre del proprio gruppo, in partite di andata e ritorno, per un totale di altre 10 giornate.

La squadra campione è ammessa al secondo turno di qualificazione della UEFA Champions League 2012-2013.

La seconda classificata è ammessa al primo turno di qualificazione della UEFA Europa League 2012-2013.

Le squadre classificate dal terzo al settimo posto hanno partecipato ai play-off per l'assegnazione di un altro posto nel primo turno di qualificazione della UEFA Europa League 2012-2013.

L'11ª e la 12ª classificata sono retrocesse direttamente in Cymru Alliance o in Welsh Football League Division One.

## Squadre partecipanti
| Club                | Città             | Stadio              | Posizione 2010-2011                      |
| ------------------- | ----------------- | ------------------- | ---------------------------------------- |
| Aberystwyth Town    | Aberystwyth       | Park Avenue         | 7º posto                                 |
| Afan Lido           | Aberavon          | Marstons Stadium    | 2° in Welsh Football League Division One |
| Airbus UK Broughton | Broughton         | The Airfield        | 8º posto                                 |
| Bala Town           | Bala              | Maes Tegid          | 11º posto                                |
| Bangor City         | Bangor            | Farrar Road Stadium | Campione del Galles                      |
| Carmarthen Town     | Carmarthen        | Richmond Park       | 10º posto                                |
| Llanelli            | Llanelli          | Stebonheath Park    | 4º posto                                 |
| Neath Athletic      | Neath Port Talbot | The Gnoll           | 3º posto                                 |
| Newtown             | Newtown           | Latham Park         | 9º posto                                 |
| Port Talbot Town    | Port Talbot       | Victoria Road       | 6º posto                                 |
| Prestatyn Town      | Prestatyn         | Bastion Road        | 5º posto                                 |
| The New Saints      | Oswestry          | Park Hall           | 2º posto                                 |

## Stagione regolare

### Classifica
|  | Pos. | Squadra             | Pt | G  | V  | N | P  | GF | GS | DR  |
|  | ---- | ------------------- | -- | -- | -- | - | -- | -- | -- | --- |
|  | 1.   | Bangor City         | 50 | 22 | 16 | 2 | 4  | 53 | 28 | +25 |
|  | 2.   | The New Saints      | 49 | 22 | 15 | 4 | 3  | 52 | 24 | +28 |
|  | 3.   | Llanelli            | 45 | 22 | 14 | 3 | 5  | 47 | 23 | +24 |
|  | 4.   | Neath Athletic      | 43 | 22 | 12 | 7 | 3  | 43 | 20 | +23 |
|  | 5.   | Bala Town           | 39 | 22 | 11 | 6 | 5  | 35 | 25 | +10 |
|  | 6.   | Prestatyn Town      | 28 | 22 | 8  | 4 | 10 | 33 | 37 | -4  |
|  | 7.   | Airbus UK Broughton | 25 | 22 | 6  | 7 | 9  | 32 | 37 | -5  |
|  | 8.   | Port Talbot Town    | 22 | 22 | 6  | 4 | 12 | 26 | 37 | -11 |
|  | 9.   | Afan Lido           | 22 | 22 | 5  | 7 | 10 | 24 | 35 | -11 |
|  | 10.  | Aberystwyth Town    | 17 | 22 | 4  | 6 | 12 | 27 | 38 | -11 |
|  | 11.  | Carmarthen Town     | 13 | 22 | 4  | 1 | 17 | 19 | 51 | -32 |
|  | 12.  | Newtown             | 13 | 22 | 5  | 1 | 16 | 26 | 62 | -36 |

Legenda:

      Ammesse alla poule scudetto

      Ammesse alla poule retrocessione

### Risultati

#### Tabellone
|                  | Abe  | Afa  | Air  | Bal  | Ban  | Car  | Lla  | Nea  | New  | Por  | Pre  | TNS  |
| ---------------- | ---- | ---- | ---- | ---- | ---- | ---- | ---- | ---- | ---- | ---- | ---- | ---- |
| Aberystwyth Town | –––– | 1-1  | 1-2  | 0-4  | 0-2  | 4-1  | 1-2  | 1-1  | 4-1  | 0-2  | 1-3  | 1-1  |
| Afan Lido        | 0-0  | –––– | 0-0  | 0-1  | 0-0  | 1-0  | 0-0  | 1-0  | 3-2  | 1-2  | 0-1  | 3-1  |
| Airbus UK        | 1-1  | 3-1  | –––– | 1-2  | 2-4  | 3-1  | 1-1  | 2-2  | 3-2  | 1-1  | 2-1  | 1-2  |
| Bala Town        | 3-0  | 3-1  | 1-0  | –––– | 1-2  | 2-0  | 2-4  | 0-0  | 2-2  | 2-0  | 1-1  | 2-2  |
| Bangor City      | 1-1  | 4-1  | 2-1  | 2-1  | –––– | 4-0  | 3-2  | 2-1  | 4-0  | 3-1  | 5-3  | 0-3  |
| Carmarthen Town  | 2-1  | 2-5  | 3-1  | 0-1  | 1-2  | –––– | 0-3  | 2-2  | 0-1  | 2-0  | 2-1  | 0-1  |
| Llanelli         | 2-0  | 4-1  | 1-1  | 3-1  | 2-1  | 2-0  | –––– | 0-1  | 9-2  | 2-0  | 3-2  | 0-1  |
| Neath            | 4-2  | 1-1  | 3-0  | 4-0  | 2-0  | 1-0  | 2-0  | –––– | 5-0  | 3-2  | 3-1  | 1-1  |
| Newtown          | 1-2  | 2-1  | 1-3  | 0-2  | 2-1  | 4-2  | 0-2  | 0-4  | –––– | 2-0  | 1-2  | 1-3  |
| Port Talbot Town | 0-4  | 2-2  | 2-1  | 2-2  | 1-2  | 2-0  | 0-1  | 1-2  | 3-1  | –––– | 0-0  | 2-1  |
| Prestatyn Town   | 1-0  | 3-1  | 2-2  | 0-1  | 0-5  | 6-1  | 0-2  | 1-1  | 2-1  | 2-1  | –––– | 0-2  |
| The New Saints   | 3-2  | 3-0  | 3-1  | 1-1  | 3-4  | 4-0  | 4-2  | 3-0  | 5-0  | 3-2  | 2-1  | –––– |

#### Calendario
| Andata | Andata | Prima giornata             | Ritorno | Ritorno |
|        |        |                            |         |         |
| 12-08  | 1-1    | The New Saints-Bala Town   | 2-2     | 14-10   |
| 13-08  | 0-1    | Afan Lido-Prestatyn Town   | 1-3     | 15-10   |
| 13-08  | 1-1    | Airbus UK-Port Talbot Town | 1-2     | 15-10   |
| 13-08  | 0-1    | Carmarthen Town-Newtown    | 2-4     | 15-10   |
| 13-08  | 3-2    | Bangor City-Llanelli       | 1-2     | 15-10   |
| 14-08  | 4-2    | Neath-Aberystwyth Town     | 1-1     | 14-10   |

| Andata | Andata | Terza giornata                   | Ritorno | Ritorno |
|        |        |                                  |         |         |
| 26-08  | 1-0    | Afan Lido-Neath                  | 1-1     | 30-10   |
| 26-08  | 2-0    | Carmarthen Town-Port Talbot Town | 0-2     | 28-10   |
| 26-08  | 2-1    | The New Saints-Prestatyn Town    | 2-0     | 28-10   |
| 27-08  | 0-2    | Newtown-Bala Town                | 2-2     | 28-10   |
| 27-08  | 1-1    | Bangor City-Aberystwyth Town     | 2-0     | 29-10   |
| 28-08  | 1-1    | Airbus UK-Llanelli               | 1-1     | 30-10   |

| Andata | Andata | Quinta giornata            | Ritorno | Ritorno |
|        |        |                            |         |         |
| 07-09  | 2-4    | Airbus UK-Bangor City      | 1-2     | 09-11   |
| 07-09  | 2-0    | Bala Town-Port Talbot Town | 2-2     | 08-11   |
| 07-09  | 0-3    | Carmarthen Town-Llanelli   | 0-2     | 08-11   |
| 07-09  | 1-2    | Newtown-Prestatyn Town     | 1-2     | 08-11   |
| 07-09  | 3-0    | The New Saints-Neath       | 1-1     | 09-11   |
| 27-09  | 0-0    | Afan Lido-Aberystwyth Town | 1-1     | 29-11   |

| Andata | Andata | Settima giornata                | Ritorno | Ritorno |
|        |        |                                 |         |         |
| 16-09  | 1-1    | Airbus UK-Aberystwyth Town      | 2-1     | 18-11   |
| 17-09  | 1-2    | Carmarthen Town-Bangor City     | 0-4     | 19-11   |
| 17-09  | 3-0    | The New Saints-Afan Lido        | 1-3     | 18-11   |
| 17-09  | 0-4    | Newtown-Neath                   | 0-5     | 20-11   |
| 17-09  | 2-4    | Bala Town-Llanelli              | 1-3     | 20-11   |
| 18-09  | 0-0    | Port Talbot Town-Prestatyn Town | 1-2     | 19-11   |

| Andata | Andata | Nona giornata                   | Ritorno | Ritorno |
|        |        |                                 |         |         |
| 30-09  | 1-2    | Port Talbot Town-Neath          | 2-3     | 12-01   |
| 01-10  | 3-1    | Carmarthen Town-Airbus UK       | 1-3     | 10-12   |
| 01-10  | 2-1    | Newtown-Afan Lido               | 2-3     | 10-12   |
| 01-10  | 0-2    | Prestatyn Town-Llanelli         | 2-3     | 11-12   |
| 01-10  | 3-2    | The New Saints-Aberystwyth Town | 1-1     | 10-12   |
| 02-10  | 1-2    | Bala Town-Bangor City           | 1-2     | 09-12   |

| Andata | Andata | Undicesima giornata              | Ritorno | Ritorno |
|        |        |                                  |         |         |
| 26-12  | 4-1    | Aberystwyth Town-Carmarthen Town | 1-2     | 02-01   |
| 26-12  | 1-0    | Bala Town-Airbus UK              | 2-1     | 02-01   |
| 26-12  | 1-3    | Newtown-The New Saints           | 0-5     | 02-01   |
| 27-12  | 5-3    | Bangor City-Prestatyn Town       | 5-0     | 02-01   |
| 27-12  | 0-1    | Llanelli-Neath                   | 0-2     | 02-01   |
| 26-12  | 2-2    | Port Talbot Town-Afan Lido       | 2-1     | 02-01   |

| Andata | Andata | Seconda giornata                | Ritorno | Ritorno |
|        |        |                                 |         |         |
| 19-08  | 4-1    | Aberystwyth Town-Newtown        | 2-1     | 22-10   |
| 19-08  | 4-1    | Llanelli-Afan Lido              | 0-0     | 21-10   |
| 19-08  | 2-1    | Port Talbot Town-The New Saints | 2-3     | 22-10   |
| 19-08  | 2-2    | Prestatyn Town-Airbus UK        | 1-2     | 21-10   |
| 20-08  | 2-0    | Bala Town-Carmarthen Town       | 1-0     | 22-10   |
| 21-08  | 2-0    | Neath-Bangor City               | 1-2     | 22-10   |

| Andata | Andata | Quarta giornata                | Ritorno | Ritorno |
|        |        |                                |         |         |
| 03-09  | 0-4    | Aberystwyth Town-Bala Town     | 0-3     | 04-11   |
| 03-09  | 4-1    | Bangor City-Afan Lido          | 0-0     | 05-11   |
| 03-09  | 3-1    | Port Talbot Town-Newtown       | 0-2     | 05-11   |
| 03-09  | 6-1    | Prestatyn Town-Carmarthen Town | 1-2     | 05-11   |
| 03-09  | 0-1    | Llanelli-The New Saints        | 2-4     | 05-11   |
| 04-09  | 3-0    | Neath-Airbus UK                | 2-2     | 06-11   |

| Andata | Andata | Sesta giornata                    | Ritorno | Ritorno |
|        |        |                                   |         |         |
| 10-09  | 0-2    | Aberystwyth Town-Port Talbot Town | 4-0     | 11-11   |
| 10-09  | 9-2    | Llanelli-Newtown                  | 2-0     | 12-11   |
| 10-09  | 0-1    | Prestatyn Town-Bala Town          | 1-1     | 11-11   |
| 10-09  | 0-3    | Bangor City-The New Saints        | 4-3     | 13-11   |
| 11-09  | 0-0    | Afan Lido-Airbus UK               | 1-3     | 13-11   |
| 11-09  | 1-0    | Neath-Carmarthen Town             | 2-2     | 11-11   |

| Andata | Andata | Ottava giornata                 | Ritorno | Ritorno |
|        |        |                                 |         |         |
| 23-09  | 1-0    | Afan Lido-Carmarthen Town       | 5-2     | 25-11   |
| 23-09  | 4-0    | Bangor City-Newtown             | 1-2     | 26-11   |
| 23-09  | 2-0    | Llanelli-Port Talbot Town       | 1-0     | 26-11   |
| 24-09  | 1-2    | Airbus UK-The New Saints        | 1-3     | 25-11   |
| 25-09  | 1-3    | Aberystwyth Town-Prestatyn Town | 0-1     | 26-11   |
| 25-09  | 4-0    | Neath-Bala Town                 | 0-0     | 26-11   |

| Andata | Andata | Decima giornata                | Ritorno | Ritorno |
|        |        |                                |         |         |
| 09-10  | 3-2    | Airbus UK-Newtown              | 3-1     | 17-12   |
| 08-10  | 0-1    | Afan Lido-Bala Town            | 1-3     | 14-01   |
| 08-10  | 3-1    | Bangor City-Port Talbot Town   | 2-1     | 17-12   |
| 08-10  | 2-0    | Llanelli-Aberystwyth Town      | 2-1     | 16-12   |
| 08-10  | 4-0    | The New Saints-Carmarthen Town | 1-0     | 17-12   |
| 09-10  | 3-1    | Neath-Prestatyn Town           | 1-1     | 07-01   |

## Poulescudetto

### Classifica
|                   | Pos. | Squadra        | Pt | G  | V  | N | P  | GF | GS | DR  |
| ----------------- | ---- | -------------- | -- | -- | -- | - | -- | -- | -- | --- |
| Galles (bandiera) | 1.   | The New Saints | 74 | 32 | 23 | 5 | 4  | 75 | 31 | +44 |
|                   | 2.   | Bangor City    | 69 | 32 | 22 | 3 | 7  | 72 | 45 | +27 |
|                   | 3.   | Neath Athletic | 62 | 32 | 18 | 8 | 6  | 60 | 36 | +24 |
|                   | 4.   | Llanelli       | 59 | 32 | 18 | 5 | 10 | 63 | 37 | +26 |
|                   | 5.   | Bala Town      | 49 | 32 | 14 | 7 | 11 | 48 | 41 | +7  |
|                   | 6.   | Prestatyn Town | 28 | 32 | 8  | 4 | 20 | 41 | 63 | -22 |

Legenda:

      Campione del Galles e ammessa alla UEFA Champions League 2012-2013

      Ammessa alla UEFA Europa League 2012-2013

      Ammesse ai play-off per l'Europa League

      Retrocessa

### Risultati
|                | Bal  | Ban  | Lla  | Nea  | Pre  | TNS  |
| -------------- | ---- | ---- | ---- | ---- | ---- | ---- |
| Bala Town      | –––– | 0-1  | 0-1  | 2-2  | 3-0  | 0-1  |
| Bangor City    | 4-2  | –––– | 2-2  | 1-3  | 2-1  | 1-3  |
| Llanelli       | 1-2  | 0-1  | –––– | 1-2  | 3-2  | 0-2  |
| Neath Athletic | 2-0  | 1-3  | 1-5  | –––– | 1-0  | 0-1  |
| Prestatyn Town | 1-2  | 0-4  | 1-2  | 2-3  | –––– | 0-4  |
| The New Saints | 3-2  | 5-0  | 1-1  | 1-2  | 2-1  | –––– |

## Pouleretrocessione

### Classifica
|  | Pos. | Squadra             | Pt | G  | V  | N  | P  | GF | GS | DR  |
|  | ---- | ------------------- | -- | -- | -- | -- | -- | -- | -- | --- |
|  | 1.   | Airbus UK Broughton | 39 | 32 | 10 | 9  | 13 | 48 | 50 | -2  |
|  | 2.   | Aberystwyth Town    | 33 | 32 | 8  | 10 | 14 | 45 | 50 | -5  |
|  | 3.   | Port Talbot Town    | 33 | 32 | 8  | 9  | 15 | 39 | 51 | -14 |
|  | 4.   | Afan Lido           | 32 | 32 | 7  | 11 | 14 | 40 | 55 | -15 |
|  | 5.   | Carmarthen Town     | 32 | 32 | 10 | 2  | 20 | 33 | 67 | -34 |
|  | 6.   | Newtown             | 23 | 32 | 7  | 5  | 20 | 44 | 82 | -38 |

Legenda:

      Ammesse ai play-off per l'Europa League

### Risultati
|                  | Abe  | Afa  | Air  | Car  | New  | Por  |
| ---------------- | ---- | ---- | ---- | ---- | ---- | ---- |
| Aberystwyth Town | –––– | 1-1  | 2-0  | 2-2  | 3-2  | 1-1  |
| Afan Lido        | 0-2  | –––– | 1-2  | 5-1  | 1-6  | 2-2  |
| Airbus UK        | 3-2  | 1-1  | –––– | 0-1  | 3-1  | 2-2  |
| Carmarthen Town  | 0-3  | 3-2  | 1-0  | –––– | 3-2  | 1-0  |
| Newtown          | 1-1  | 1-1  | 0-4  | 2-1  | –––– | 2-2  |
| Port Talbot Town | 2-1  | 1-2  | 2-1  | 0-1  | 1-1  | –––– |

## Play-off per l'Europa League
Le squadre classificate dal quarto al nono posto si affrontano nei play-off per la conquista dell'ultimo posto disponibile per la UEFA Europa League 2012-2013. Tutte le sfide si giocano in gara unica, in casa della squadra con il miglior piazzamento in classifica.

### Quarto di finale
|                     | Risultato |                  | Luogo e data             |  |
| ------------------- | --------- | ---------------- | ------------------------ |  |
| Airbus UK Broughton | 0 - 1     | Aberystwyth Town | Broughton, 7 maggio 2012 |  |

### Semifinali
|           | Risultati |                  | Luogo e data             |  |
| --------- | --------- | ---------------- | ------------------------ |  |
| Llanelli  | 1 - 0     | Aberystwyth Town | Llanelli, 12 maggio 2012 |  |
| Bala Town | 2 - 1     | Prestatyn Town   | Bala, 12 maggio 2012     |  |

### Finale
|          | Risultati |           | Luogo e data             |  |
| -------- | --------- | --------- | ------------------------ |  |
| Llanelli | 2 - 1     | Bala Town | Llanelli, 19 maggio 2012 |  |

## Classifica marcatori
| Gol |  |  | Giocatore      | Squadra             |
| --- |  |  | -------------- | ------------------- |
| 22  |  |  | Rhys Griffiths | Llanelli            |
| 21  |  |  | Greg Draper    | The New Saints      |
| 15  |  |  | Les Davies     | Bangor City         |
| 14  |  |  | Lee Hunt       | Bala Town           |
| 14  |  |  | Ian Sheridan   | Airbus UK Broughton |
| 13  |  |  | Luke Bowen     | Neath Athletic      |
|     |  |  |                |                     |

## Verdetti
- Campione del Galles:  The New Saints
- UEFA Champions League 2012-2013:  The New Saints (al secondo turno di qualificazione)
- UEFA Europa League 2012-2013:   Cefn Druids,  Bangor City,  Llanelli (al primo turno di qualificazione)
- Retrocessa:  Neath Athletic